# KillaCycle
KillaCycle je električni motocikel za dirke v pospeševanju. Zasnovala ga je ekipj, ki jo je vodil Bill Dubé. KillaCycle je do leta 2010, 10 let držal naziv najhitrješega električnega motocikla na svetu. 

## Specifikacije
- Teža: 281 kg
- Baterija : Litijželezno fosfatna, zgrajena iz 990 A123Systems M1 celic. Skupna napetost 374 voltov,[2]teža  80 kg in kapaciteta 27 MJ. Baterijo se je napolnilo v samo 10 minutah
- Pogon: 2 elektromotorja na 2000 amperski enosmerni tok, skupni navor je 2,7 kN (2000 lbft), skupna moč 260 kW (350 KM)

- Pospeševanje do 100 km/h: 0,97 sekund
- Čas pospeševanja od četrtine milje: 7,89 sekund (hitrost 270 km/h)
- Največja hitrost: 274 km/h.